# 格雷瑟姆學院
格雷瑟姆學院（Gresham College）是位於英国中倫敦霍本的一所高等学府，曾經是皇家学会的早期聚會地點。该学院不招收学生，也不授予学位。它于1597年根据托马斯·格雷沙姆爵士的遺囑而成立，格雷瑟姆學院每年举办140多场免费公开讲座。自2001年起，所有讲座均可在线观看。